# Agerpadderok
Agerpadderok (Equisetum arvense), ofte skrevet ager-padderok, er en sporeplante, der findes langs veje, på fugtig agerjord eller i skovkanter. De grønne sommerskud er 10-50 centimeter høje. Arten har et usædvanligt højt antal kromosomer: 216 (mod menneskets 46).
Hele planten indeholder kiselsyre i form af små, skarpe krystaller, der udskilles på ydersiden af cellerne.

## Beskrivelse
Agerpadderok er en flerårig urt med en opret vækst. Planten danner to slags oprette eller opstigende skud: Forårsskud, som er brunlige, fordi de mangler klorofyl, og som danner sporer. På disse skud sidder de endestillede, kogleagtige sporehuse. Sommerskuddene er derimod grønne og har fotosyntese i både skud og blade. Alle skud er furede, leddelte og hule (undtagen ved leddene). Fra hovedskuddets led dannes der kransstillede sideskud, der er bygget ganske som hovedskuddet. Bladene er bittesmå og skælformede, og de sidder i kranse ved leddene enten på hovedskuddet eller på sideskuddene.
Rodnettet består af et dybtliggende og vidt forgrenet netværk af jordstængler og nogle spinkle trævlerødder.
Højde x bredde og årlig tilvækst: 0,50 x 0,30 m (50 x 30 cm/år), heri ikke medregnet skud fra jordstænglerne.

## Voksested
Arten hører hjemme overalt i Europa og Asien, hvor den foretrækker lysåbne og fugtige, vældprægede områder (eller anden iltfattig jord, f.eks. komprimeret agerjord). I Danmark er den meget almindelig i hele landet langs veje, på fugtig have- eller agerjord, skrænter med kildevæld eller i skovkanter.
På Kanalvolden ved Løgstør vokser den i sammen med bl.a. almindelig agermåne, blåhat, cikorie, draphavre, hjertegræs, almindelig hvene, almindelig kamgræs, almindelig katost, almindelig kællingetand, pastinak, almindelig røllike, slangehoved, bakkejordbær, bidende stenurt, blågrøn star, blåmunke, bugtet kløver, dunet vejbred, engrapgræs, farvegåseurt, flerfarvet ærenpris, grå bynke, gul fladbælg, gul snerre, harekløver, havemalurt, håret viol, knoldet mjødurt, kornet stenbræk, krybende potentil, liden klokke, liden skjaller, markkrageklo, musevikke, prikbladet perikon, smalbladet timian, stor knopurt, sumphullæbe, sød astragel, vellugtende gulaks, voldtimian og vårbrandbæger.
| Portal | Portal:Botanik |